# Порох (мини-сериал)
«По́рох» (англ. Gunpowder) — британский исторический мини-сериал, созданный Ронаном Беннетом, Китом Харингтоном и Дэниелом Уэстом. Включает три серии, его премьера состоялась на телеканале BBC One 21 октября 2017 года. Сериал с Китом Харингтоном в главной роли рассказывает о Пороховом заговоре в 1605 году. Режиссёром всех серий является Джей Блейксон.

## В ролях

### Основной состав
- Кит Харингтон — Роберт Кейтсби
- Питер Маллан — Генри Гарнет
- Марк Гэтисс — сэр Роберт Сесил
- Лив Тайлер — Анна Вокс

### Второстепенный состав
- Люк Бротон — Томас Бейтс
- Фил Хилл-Пирсон — сэр Эверард Дигби
- Том Каллен — Гай Фокс
- Дэниел Уэст — Томас Перси
- Джозеф Рингвуд — Амброз Руквуд
- Мартин Линдли — Фрэнсис Трешем
- Кристофер Т. Джонсон — Роберт Уинтер
- Эдвард Холкрофт — Томас Уинтер
- Мэттью Нил — Кристофер Райт
- Люк Нил — Джон Райт
- Шон Дули — сэр Уильям Уэйд
- Дерек Ридделл — король Яков
- Роберт Эммс — отец Джон Джерард
- Педро Касабланк — констебль Кастилии[англ.]
- Энди Лукас — Хуан де Тассис, 1-й граф Вильямедьяна[англ.]
- Дэвид Бамбер — Генри Перси, граф Нортумберленд
- Саймон Кунц — Томас Говард, 1-й граф Саффолк
- Хью Александр — Филипп Герберт, 4-й граф Пембрук
- Шон Ригби — Уильям Паркер, 4-й барон Монтигл
- Роберт Гвиллим — сэр Уильям Стэнли
- Эндрю Джарвис — Эдвард Альфорд[англ.]

## Эпизоды
| № | Название    | Режиссёр      | Автор сценария | Дата премьеры   | Зрители в Великобритании (млн) |
| --- | ----------- | ------------- | -------------- | --------------- | ------------------------------ |
| 1 | «Episode 1» | Джей Блейксон | Ронан Беннет   | 21 октября 2017 | 9,33                           |
| 1603 год. Когда Англия воюет с Испанией, а кровавое преследование католиков усиливается, молодой дворянин решает отомстить за своих родственников и защитить свою веру любыми средствами. |             |               |                |                 |                                |
| 2 | «Episode 2» | Джей Блейксон | Ронан Беннет   | 28 октября 2017 | 5,84                           |
| Шпионы короля становятся всё ближе. Кейтсби и Уинтер пытаются привлечь на свою сторону армии по всей материковой Европе. Вернувшись в Лондон с Гаем Фоксом, Кейтсби впервые собирает свою банду заговорщиков. Они знают, что они должны действовать быстро и придумывают план — взорвать парламент через неделю, 5 ноября. |             |               |                |                 |                                |
| 3 | «Episode 3» | Джей Блейксон | Ронан Беннет   | 4 ноября 2017   | 5,25                           |
| Накануне 5 ноября Кейтсби, Фокс и другие заговорщики заполняют туннели под зданием парламента бочками с порохом. На отца Гарнета давят, требуя раскрыть заговор во благо католической веры. Предаст ли священник Кейтсби?                                                                                                  |             |               |                |                 |                                |

## Производство
В феврале 2017 года BBC заказал сериал «Порох» и объявил, что трёхсерийный сериал будет разработан Ронаном Беннеттом, Китом Харингтоном и Дэниелом Уэстом. Сценаристом был назначен Ронан Беннет, а режиссёром Джей Блейксон. Съёмки сериала стартовали в феврале 2017 года.